# 奧亞坎加斯山

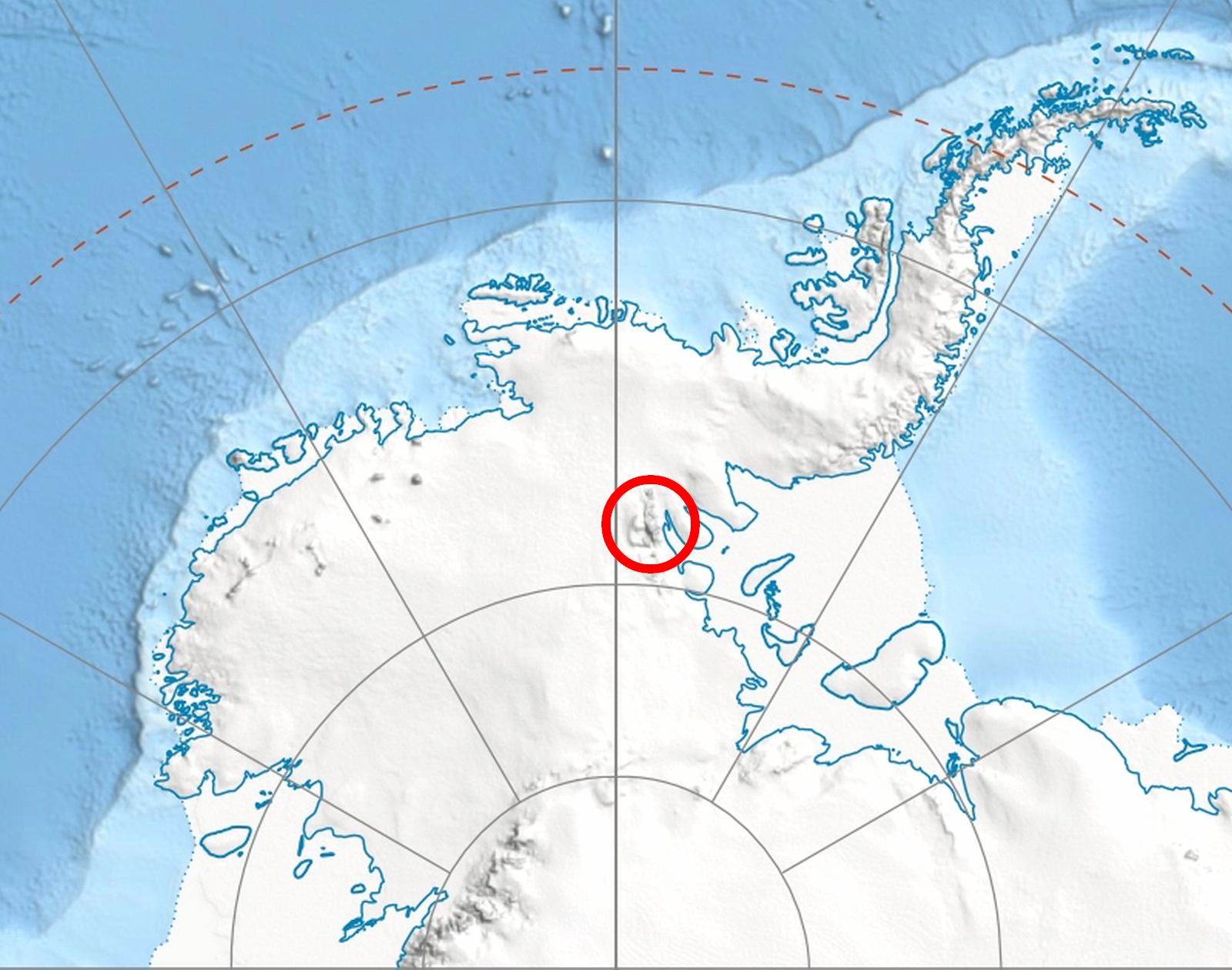

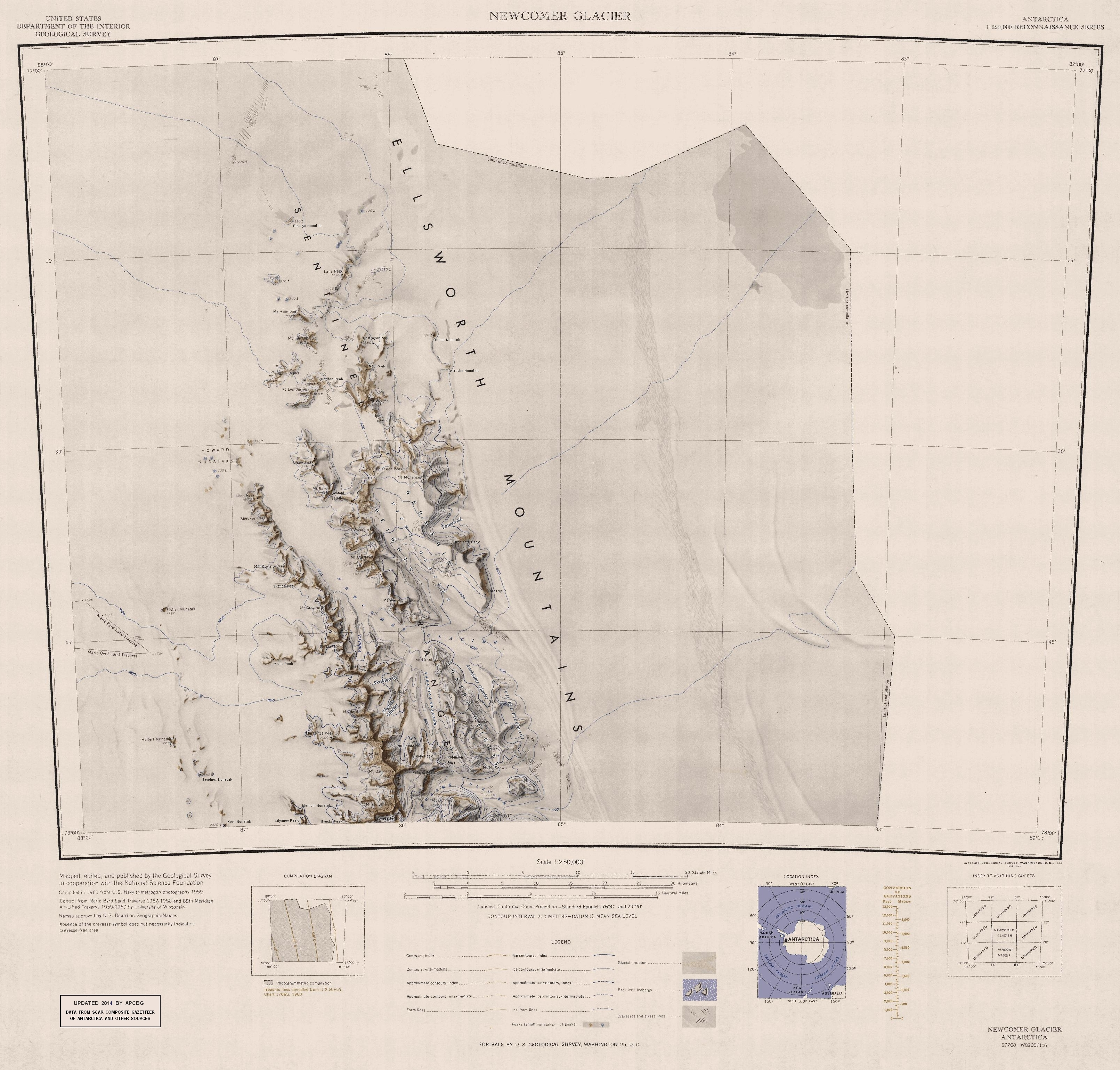

奧亞坎加斯山（英語：Mount Ojakangas）是南極洲的山峰，位於埃爾斯沃思地，處於格羅姆欣高地，屬於埃爾斯沃思山脈中森蒂納爾嶺的一部分，海拔高度2,450米，現時由南極條約體系管理。